# Marathon de Boston 2012
Navigation
Édition précédente Édition suivante
Le Marathon de Boston de 2012 est la 116e édition du Marathon de Boston, disputée le 16 avril 2012 à Boston, dans le Massachusetts, aux États-Unis. Elle est remportée par les Kényans Wesley Korir chez les hommes et Sharon Cherop chez les femmes.

## Résultats

### Hommes
| Rang | Athlète         | Nationalité | Temps           |
| ---- | --------------- | ----------- | --------------- |
|      | Wesley Korir    | Kenya       | 2 h 12 min 40 s |
|      | Levy Matebo     | Kenya       | 2 h 13 min 06 s |
|      | Bernard Kipyego | Kenya       | 2 h 13 min 13 s |
| 4    | Jason Hartmann  | États-Unis  | 2 h 14 min 31 s |
| 5    | Wilson Chebet   | Kenya       | 2 h 14 min 56 s |
| 6    | Laban Korir     | Kenya       | 2 h 15 min 29 s |
| 7    | Michel Butter   | Pays-Bas    | 2 h 16 min 38 s |
| 8    | David Barmasai  | Kenya       | 2 h 17 min 16 s |
| 9    | Hideaki Tamura  | Japon       | 2 h 18 min 15 s |
| 10   | Mathew Kisorio  | Kenya       | 2 h 18 min 15 s |

### Femmes
| Rang | Athlète                | Nationalité | Temps           |
| ---- | ---------------------- | ----------- | --------------- |
|      | Sharon Cherop          | Kenya       | 2 h 31 min 50 s |
|      | Jemima Jelagat Sumgong | Kenya       | 2 h 31 min 52 s |
|      | Georgina Rono          | Kenya       | 2 h 33 min 09 s |
| 4    | Firehiwot Dado         | Éthiopie    | 2 h 34 min 56 s |
| 5    | Diana Sigei            | Kenya       | 2 h 35 min 40 s |
| 6    | Rita Jeptoo            | Kenya       | 2 h 35 min 53 s |
| 7    | Mayumi Fujita          | Japon       | 2 h 39 min 11 s |
| 8    | Nadezdha Leonteva      | Russie      | 2 h 40 min 40 s |
| 9    | Svetlana Pretot        | France      | 2 h 40 min 50 s |
| 10   | Sheri Piers            | États-Unis  | 2 h 41 min 55 s |